# Hadestown
Hadestown – мюзикл авторства американської співачки, гітаристки, письменниці та авторки пісень Анаїс Мітчелл (Anaïs Mitchell). Нею створені тексти, музика та лібрето, що розповідає версію давньогрецького міфу про Орфея та Еврідіку: Орфей відправляється до підземного світу, аби врятувати свою кохану Еврідіку.
Прем’єра оригінальної версії мюзиклу відбулася в місті Барр, штат Вермонт у 2006 році. У тому ж році була створена постановка у Вердженессі, а в 2007 році відбувся тур між Вермонтом і Массачусетс. Потім Мітчелл, яка була не впевнена щодо майбутнього мюзиклу, перетворила проект на концептуальний альбом, який вийшов у 2010 році.
У 2012 році Мітчелл познайомилась з режисеркою Рейчел Чавкін, і вони почали переробку сценічної постановки, додаючи пісні та діалоги. Прем’єра нової версії постановки мюзиклу з режисурою Чавкін відбулася Оф-Бродвей у New York Theatre Workshop 6 травня 2016 року і тривала до 31 липня. Після показів вистави в Едмонтоні та Лондоні, відбулися прем’єрні передпокази на Бродвеї у березні 2019 року.
Постановка на Бродвеї отримала визнання критиків і численні нагороди та номінації. На 73-й церемонії Премії «Тоні» Hadestown отримав загалом 14 номінацій (найбільше за вечір) і виграв вісім з них, зокрема у номінаціях Найкращий мюзикл та Найкраще лібрето.

## Персонажі
Гермес – грецький бог кордонів, доріг, мандрівників, покровитель торгівлі, злодіїв, атлетів, пастухів та психопомп, є божественним посланцем. Протягом усього мюзиклу виконує роль оповідача. Він абсолютно відвертий і дуже красномовний. Незважаючи на власні ствердження, що нібито він не робить нічого «просто по доброті», можна побачити, як він все ж опікується долею Орфея, беручи його у помічники, а також виявляє доброту до Еврідіки.
Орфей – легендарний музикант, поет, коханий Еврідіки та пророк у давньогрецькій міфології. Головний герой, фантазер, який уявляє, яким все могло би бути. Він помічає найкраще в людях. Він дивакуватий і незграбний, однак знає, чого прагне.
Еврідіка – кохана Орфея. Має більше життєвого досвіду, ніж орфей. Все життя вона лишалася сама і навчилася боротися за себе, тому й не довіряє людям. Мойри супроводжують її протягом більшої частини мюзиклу, сіють сумніви та зневіру,підбурюють покинути все й відправитись до Hadestown.
Персефона – богиня весни і дружина Аїда. Вона вільна духом і любить веселощі. Вона любить хильнути чарку і часто з’являється нетверезою в різних сценах протягом мюзиклу. Хоча вона все ще кохає Аїда, їх стосунки псуються з роками, пара постійно свариться. З прибуттям у наш світ вона приносить з собою весну, літо та добрі часи.
Аїд – бог підземного світу і чоловік Персефони. Він є головним антагоністом. Він – правитель Hadestown (Хедестаун, Гедестаун, Аїд-таун, містечко Аїда – дослівно). Він холодний і байдужий. Характер його став ще жорстокішим з того часу,  як його стосунки з Персефоною погіршилися і вони віддалилися один від одного. Аїд вважає працівників Hadestown «своїми дітьми» та вірить, що через тоталітарний контроль над їхніми долями, він дарує свободу та захист.
Мойри – це три духи, богині долі, які стають рушійною силою рішень героїв з приводу багатьох ключових питань, впливаючи на їх думки та маніпулюючи ними. У першому номері на початку шоу Гермес описує їх як «трьох старих жінок, що однаково вбрані», і каже, що «вони завжди співають десь поза свідомістю».

## Синопсис

### Акт I
Історія починається з того, що грецький бог Гермес представляє героїв («Road to Hell»). Далі продовжують Мойри та Еврідіка, що описують суворість клімату, спустошення землі та голод.  («Any Way the Wind Blows»). Орфей, підопічний Гермеса, представляється Еврідіці і робить пропозицію вийти за нього заміж («Come Home With Me»). Однак Еврідіку сповнюють сумніви, адже обидва вони ледь виживають у злиднях. Орфей розповідає, що пише пісню, аби викликати весну знов, і тоді їм більше не доведеться боротися за виживання. («Wedding Song»)
Орфей співає про історію Аїда та Персефони («Epic I»). Персефона прибуває на цей світ та святкує літо («Livin’ it up on Top»), тоді як Еврідіка по-справжньому починає закохуватися в Орфея («All I’ve Ever Known»). Передчасно з’являється Аїд, щоб забрати Персефону, і вона висловлює своє невдоволення з приводу того, що їй доведеться повернутися у Hadestown, до підземної фабрики Аїда. Незважаючи на чутки про важку безкінечну працю робітників заводу, Еврідіка зацікавлена гучними схвальними відгуками, які наспівують Мойри, а також обіцянкою захисту, яку гарантує Hadestown («Way Down Hadestown»). За відсутності Персефони у світ повертається довга зима, Еврідіка шукає їжу та дрова, закликаючи Орфея завершити нарешті свою пісню («A Gathering Storm»). Орфей продовжує працювати, («Epic II»), Персефона та Аїд сперечаються («Chant»).
Аїд залишає свою фабрику, щоб знайти когось, хто оцінить її безпеку. Він натрапляє на відчайдушну Еврідіку і запрошує її відвідати Hadestown («Hey, Little Songbird»). З'являються Мойри і закликають Еврідіку зробити це («When the Chips are Down»). Коли голод на землі посилюється, а пісня Орфея все ще залишається незавершеною, Еврідіка не бачить іншого виходу, окрім як піти за Аїдом. Вона прощається з Орфеєм, перш ніж зникнути. («Gone, I’m Gone»). Орфей виявляє зникнення Еврідіки і вирішує врятувати її з Hadestown. Він вирушає у подорож, використовуючи вказівки Гермеса про те, як дістатися туди без того, щоб скористатися поїздом Аїда («Wait for Me»). Еврідіка прибуває в Hadestown і підписує контракт, офіційно стаючи робітницею фабрики. («Why We Build the Wall»).

#### Акт II
Антракт показує, що Персефона обходить закони Аїда, продаючи працівникам вітер, дощ і сонячне світло («Our Lady of the Underground»). Еврідіка починає усвідомлювати наслідки свого вибору поїхати до Hadestown: вона скоро перетвориться на безглуздого робітника та ніколи не зможе піти, якщо тільки Аїд не погодиться її відпустити («Way Down Hadestown (Reprise)»). Вона співає про те, як жалкує, що  спогади про світ вгорі повільно починають згасати («Flowers»).
Орфей прибуває в Hadestown і обіцяє Еврідіці, що забере її з собою додому. Еврідіка відчуває полегшення, проте пояснює Орфею, що вона не може піти («Come Home with Me (Reprise)»). Орфей не розуміє цього, поки не з'являється Аїд і не відкриває йому, що Еврідіка підписала контракт й уклала угоду з власної волі («Papers»). Працівники фабрики чинять напад на Орфея, і Мойри твердять йому, що він мусить полишити надію («Nothing Changes»). Незважаючи на поразку, Орфей обіцяє знайти спосіб звільнити Еврідіку, згуртувавши робітників і відкривши їм  очі на справжні жахіття, які кояться у Hadestown («If It’s True»).
Персефона натхненна рішучістю Орфея і благає Аїда відпустити Еврідіку («How Long»). Тим часом, працівники фабрики починають серйозно сумніватися в масштабі свободи, яку вони дійсно мають, Аїд неохоче дає Орфею шанс заспівати свою завершену пісню, погрожуючи вбити його згодом («Chant (Reprise)»).
Орфей співає свою пісню, в якій нагадує Аїду про його любов до  Персефони («Epic III»). Два боги примиряються між собою у танці, після чого Орфей і Еврідіка обіцяють один одному бути разом, як би важко не було («Promises»). Орфей запитує Аїда, чи можуть вони піти, а Аїд каже, що не вирішив остаточно. Мойри знущаються з нього через дилему: якщо він вб'є Орфея і утримає Еврідіку в полоні, вони стануть мучениками, але якщо він відпустить їх, він втратить контроль над своїми працівниками, оскільки вони вже почали агітувати на боротьбу за свою свободу («Word to the Wise»). Аїд вирішує відпустити їх за однієї умови: Орфей повинен їх вивести сам. Якщо він озирнеться, аби переконатись, що Еврідіка йде за ним слідом, вона буде засуджена до довічного ув’язнення на його фабриці («His Kiss, the Riot»).
Гермес пояснює Орфею та Еврідіці цю умову, і вони починають йти та вести за собою працівників, які покладають на Орфея та Еврідіку свої надії на порятунок. В цей же час, Персефона і Аїд вирішують дати своїм стосункам ще один шанс («Wait for Me (Reprise)»). Орфей доходить майже до кінця, але його все ж таки долають сумніви і він обертається, таким чином, відкидаючи Еврідіку назад до Hadestown («Doubt Comes In»).
Гермес розмірковує про те, чому цей печальний міф вартий розповіді («Road to Hell (Reprise)»).
Після виходу на поклони виконавці ролей піднімають тост на честь Орфея («We Raise Our Cups»).

## Музичні номери

### New York Theatre Workshop, New York
Всі пісні адаптовані до альбому Мітчелл, крім «Any Way the Wind Blows» з її альбому Xoa, за винятком випадків, які зазначені.

#### Акт I
- "Any Way the Wind Blows"† – Мойри, Еврідіка
- "Road to Hell"‡ – Гермес, Ансамбль
- "Come Home With Me"†‡ – Орфей, Еврідіка
- "Wedding Song"† – Еврідіка, Орфей
- "Epic I"†‡ – Орфей, Ансамбль
- "Livin' it Up on Top"‡ – Персефона, Орфей, Гермес, Ансамбль
- "All I've Ever Known"‡ – Еврідіка, Орфей
- "Way Down Hadestown" – Гермес, Персефона, Орфей, Еврідіка, Мойри, Аїд
- "Epic II" – Орфей
- "Chant"‡ – Орфей, Персефона, Аїд, Еврідіка, Ансамбль
- "Hey, Little Songbird" – Аїд, Еврідіка
- "When the Chips are Down" – Мойри, Еврідіка
- "Gone, I'm Gone" – Еврідіка, Мойри
- "Wait for Me" – Орфей, Гермес, Ансамбль
- "Why We Build the Wall" – Аїд, Ансамбль

#### Акт II
- "Our Lady of the Underground" – Персефона, Ансамбль
- "Way Down Hadestown II"‡ – Гермес, Еврідіка, Мойри
- "Flowers"† – Еврідіка
- "Come Home With Me II"†‡ – Орфей, Еврідіка, Мойри
- "Papers"† – Аїд, Гермес, Орфей
- "Nothing Changes"† – Мойри
- "If It's True"† – Орфей, Гермес
- "How Long?"† – Персефона, Аїд
- "Chant" (reprise)‡ – Гермес, Орфей, Аїд, Персефона, Еврідіка, Мойри
- "Epic III" – Орфей, Аїд, Ансамбль
- "Lover's Desire"† – Instrumental
- "Word to the Wise"‡ – Мойри
- "His Kiss, The Riot" – Аїд
- "Promises"‡ – Орфей, Еврідіка
- "Wait for Me" (reprise)‡ – Гермес, Персефона, Аїд, Еврідіка, Мойри
- "Doubt Comes In" – Мойри, Орфей, Еврідіка
- "Road to Hell" (reprise)‡ – Гермес
- "I Raise My Cup"† – Персефона

† Не включено до запису Оригінального касту ‡ Оригінальний матеріал

## Постановки
Hadestown був показаний як сценічна постановка в містах Барре і Вергеннес у 2006 році, перед тим як відправитися в семиденне  турне десятьма містами між рідним штатом Мітчелл, штатом Вермонт та  Массачусетсом у 2007 році. Мітчелл описала перше втілення шоу як «театральний проект D.I.Y.» До складу творчої групи увійшли: головний оркестратор/ аранжувальник Майкл Чорні, режисер/ дизайнер Бен Т. Мечстік, каст місцевих артистів у Вермонті. У 2010 році відбувся реліз концептуального альбому.
У пошуках режисера Мітчелл звернулась до Рейчел Чавкін (Rachel Chavkin) у 2012 році після перегляду її режисерської роботи – мюзиклу «Наташа, П'єр і Велика комета 1812 року (мюзикл)» (Natasha, Pierre & the Great Comet of 1812.)
Під час переходу від концептуального альбому до сценічного мюзиклу Мітчелл  додатково написала 15 пісень та додала діалоги, щоб точно промалювати сюжетну лінію та поглибити характери персонажів. 15 нових пісень були створені після того, як Мітчелл і Чавкін обговорили дірки в сюжетній лінії альбому. Майкл Чорні створив основні оркестрування та аранжування,  Тодд Сікфуз також взяв участь у створенні аранжувань. Прем'єрні покази Hadestown відбулась в New York Theatre Workshop з 3 травня по 3 липня 2016 року, але пізніше була продовжені через популярність до 31 липня. У постановці взяли участь: Деймон Даунно в ролі Орфея, Набія Бі в ролі Еврідіки, Ембер Грей у ролі Персефони, Патрік Пейдж у ролі Аїда, Кріс Салліван у ролі Гермеса, а Лулу Фолл, Джессі Шелтон і Шайна Тауб у ролі Фатум.
14 жовтня 2016 року відбувся реліз EP. Вийшли чотири пісні з мюзиклу, які були записані наживо 28 та 29 червня 2016 р. Повний концертний альбом вийшов 6 жовтня 2017 р.
Презентація Hadestown у  передбродвейському прокаті відбулася в рамках сезону 2017/2018 у театрі Citadel Theatre in Edmonton (Альберта, Канада). Рейчел Чавкін знову стала режисеркою показів вистави 11 листопада – 3 грудня 2017 року, а Ембер Грей та Патрік Пейдж зіграли свої ролі (NYTW). Презентація відбулася в колаборації з Марою Ісаак і Дейлом Францен, які продюсували Оф-Бродвей покази. Постановка NYTW також була презентована в документальному серіалі-володарі багатьох нагород Working in the Theatre від American Theatre Wing.
Напередодні переїзду постановку на Бродвей у 2019 році показ Hadestown відбувся у театрі Олів'є Національного театру в Лондоні. Дебют у Великій Британії тривав з 2 листопада 2018 року по 26 січня 2019 року. До складу продюсерської команди увійшли Рейчел Хок (сценографія), Майкл Красс (дизайн костюмів), Бредлі Кінг (художник по світлу), Невін Штейнберг та Джессіка Паз (саунд дизайн), Девід Нойман (хореограф) та Ліам Робінсон (музичний керівник). Пейдж, Грей та Рів Карні знов зіграли у Національному театрі, до них долучились Єва Ноблезада, Андре Де Шилдс (який брав участь у деяких ранніх стадіях постановки), Карлі Мерседес Дайер, Розі Флетчер та Глорія Онітірі.
Відкриття Hadestown на Бродвеї відбулося у Walter Kerr Theatre. Передпокази розпочалися 22 березня 2019 року, 17 квітня 2019 року – був вечір офіційного відкриття. Пейдж, Грей, Де Шилдс, Карні та Ноблезада виконують свої ролі у  бродвейській постановці, до них долучаються: Джуелл Блекман, Іветт Гонсалес-Насер та Кей Тринідад. Продюсерами постановки на Бродвеї виступили Мара Ісаак, Дейл Франзен, Хантер Арнольд та Том Кірдахі.  У склад команди також увійшли Хаук (сценографія), Красс (дизайн костюмів), Кінг (художник по світлу), Штейнберг та Джессіка Паз (саунд дизайн), Нейман (хореографія) та Робінзон (музичний керівник).
12 березня 2020 року шоу призупинило покази через пандемію COVID-19 до 2 вересня 2021 року.
У серпні 2019 року під час епізоду Good Morning America було оголошено, що Hadestown розпочне національний тур у 2020 році. Через пандемію COVID-19 тур відкладено на 2021 рік.

## Каст (Акторський склад)
| Персонаж  | Вермонт/Массачусетс тур 2007                    | Концепт альбом 2010 | Оф-Бродвей каст 2016               | Едмонтон каст 2017                            | Каст в Лондоні 2018                              | Бродвейский каст 2019                           |
| --------- | ----------------------------------------------- | ------------------- | ---------------------------------- | --------------------------------------------- | ------------------------------------------------ | ----------------------------------------------- |
| Орфей     | Бен Кемпбелл                                    | Джастін Вернон      | Деймон Давно                       | Рів Карні                                     | Рів Карні                                        | Рів Карні                                       |
| Еврідіка  | Анаїс Мітчелл                                   | Анаїс Мітчелл       | Набія Бі                           | Т. В. Карпіо                                  | Єва Ноблезада                                    |                                                 |
| Аїд       | Девід Саймонс                                   | Greg Brown          | Патрік Пейдж                       |                                               |                                                  |                                                 |
| Персефона | Міріам Бернардо                                 | Ані ДіФранко        | Ембер Грей                         |                                               |                                                  |                                                 |
| Гермес    | Бен Т. Мечстік                                  | Бен Нокс Міллер     | Кріс Салліван                      | Кінгслі Леггс                                 | Андре Де Шилдс                                   |                                                 |
| Мойри     | Сара-Зорі Альбані Ліза Раатайкайнен Несса Рабін | The Haden Triplets  | Лулу Фолл Джессі Шелтон Шайна Тауб | Джуель Блекмен Кіра Гулоєн Євангелія Камбітес | Карлі Мерседес Дайер Розі Флетчер Глорія Онітірі | Джуель Блекмен Івет Гонсалес-Насер Кей Тринідад |

## Записи
Мітчелл випустила концептуальний альбом на основі мюзиклу, працюючи над ним більше року. Реліз відбувся 9 березня 2010 року на Righteous Babe Records. Реліз запису касту Оф-Бродвей версії відбувся у цифровому форматі та на компакт-диску 6 жовтня 2017 року на Parlophone Records. EP з чотирма треками Why We Build The Wall  (Selections from Hadestown. The Myth. The Musical. Live Original Cast Recording) випущений для цифрових рітейлерів 13 жовтня 2016 року в рамках промо альбому.
Реліз запису Бродвейського касту відбувся 26 липня 2019 року на Sing It Again Records. Альбом із двох компакт-дисків буде доступний пізніше.

## Реакція та критика
Hadestown отримав загалом позитивні відгуки критиків. Нью-ЙоркТаймс описує постановку на Оф-Бродвеї як «винахідливу» та «чудово заспівану», вихваляючи її простоту та близькість до глядача. Кілька відгуків проводили паралелі між піснею «Why We Build the Wall» та президентською кампанією Дональда Трампа у 2016 році, хоча пісня передує цій кампанії приблизно на десять років.
Постановка відкрилася на Бродвеї 17 квітня 2019 року, отримали в основному позитивний прийом критиків, особливо схвально відгукнулись за її режисуру та виконання Ембер Грей, Андре Де Шилдс і Патріка Пейджа. The New York Times назвала його «чудовим» і «гіпнотичним», особливо відзначивши вдосконалення образу у порівнянні з версією NYTW. Девід Руні з Hollywood Reporter називає шоу «надзвичайно казковим», зокрема, високо оцінюючи гру Грея та Сторінка.

## Нагороди та номінації

### Оф-Бродвей
| Рік  | Нагорода                             | Категорія                                                     | Номіновано                                                    | Результат |
| ---- | ------------------------------------ | ------------------------------------------------------------- | ------------------------------------------------------------- | --------- |
| 2016 | American Academy of Arts and Letters | Премія Річарда Роджерса за музичний театр                     | Премія Річарда Роджерса за музичний театр                     | Перемога  |
| 2017 | Драма Деск                           | Видатний мюзикл                                               | Видатний мюзикл                                               | Номінація |
| 2017 | Драма Деск                           | Видатний дизайн освітлення для мюзиклу                        | Бредлі Кінг                                                   | Номінація |
| 2017 | Премія Ліги Драми                    | Видатна постановка бродвейського або Оф-бродвейського мюзиклу | Видатна постановка бродвейського або Оф-бродвейського мюзиклу | Номінація |
| 2017 | Lucille Lortel Awards                | Видатний мюзикл                                               | Видатний мюзикл                                               | Номінація |
| 2017 | Lucille Lortel Awards                | Видатна хореографія                                           | Видатна хореографія                                           | Номінація |
| 2017 | Lucille Lortel Awards                | Видатний головний актор у мюзиклі                             | Патрік Пейдж                                                  | Номінація |
| 2017 | Lucille Lortel Awards                | Видатна головна актриса мюзиклу                               | Ембер Грей                                                    | Номінація |
| 2017 | Lucille Lortel Awards                | Видатний актор другого плану у мюзиклі                        | Кріс Саліван                                                  | Номінація |
| 2017 | Lucille Lortel Awards                | Видатний дизайн сцени                                         | Рейчел Хок                                                    | Номінація |
| 2017 | Lucille Lortel Awards                | Видатний звуковий дизайн                                      | Роберт Капловіц                                               | Номінація |
| 2017 | Outer Critics Circle Awards          | Видатний новий Оф-Бродвейський мюзикл                         | Видатний новий Оф-Бродвейський мюзикл                         | Номінація |
| 2017 | Off-Broadway Alliance Awards         | Кращий новий мюзикл                                           | Кращий новий мюзикл                                           | Номінація |

### Постановка в Едмонтоні
| Рік  | Нагорода                        | Категорія                                          | Номіновано                                         | Результат |
| ---- | ------------------------------- | -------------------------------------------------- | -------------------------------------------------- | --------- |
| 2018 | Elizabeth Sterling Haynes Award | Премія Тімоті Райана за видатну постановку мюзиклу | Премія Тімоті Райана за видатну постановку мюзиклу | Номінація |
| 2018 | Elizabeth Sterling Haynes Award | Видатний режисер                                   | Рейчел Чавкін                                      | Номінація |
| 2018 | Elizabeth Sterling Haynes Award | Видатна роль актриси в ролі другого плану          | Ембер Грей                                         | Перемога  |
| 2018 | Elizabeth Sterling Haynes Award | Видатний сценограф                                 | Рейчел Хок                                         | Номінація |
| 2018 | Elizabeth Sterling Haynes Award | Видатний дизайн костюмів                           | Майкл Красс                                        | Номінація |
| 2018 | Elizabeth Sterling Haynes Award | Видатний дизайн освітлення                         | Бредлі Кінг                                        | Перемога  |
| 2018 | Elizabeth Sterling Haynes Award | Видатний музичний керівник                         | Ліам Робінзон                                      | Номінація |
| 2018 | Elizabeth Sterling Haynes Award | Видатна хореографія чи постановка бою              | Девід Нойман                                       | Номінація |

### Бродвейська постановка
| Рік  | Нагорода                                | Категорія                                                     | Номіновано | Результат |
| ---- | --------------------------------------- | ------------------------------------------------------------- | --- | --------- |
| 2019 | Тоні                                    | Найкращий мюзикл                                              | Найкращий мюзикл | Перемога  |
| 2019 | Тоні                                    | Найкраща адаптація книги до мюзиклу                           | Анаїс Мітчелл | Номінація |
| 2019 | Тоні                                    | Найкраще лібрето                                              | Анаїс Мітчелл | Перемога  |
| 2019 | Тоні                                    | Найкраща жіноча роль в мюзиклі                                | Єва Ноблезада | Номінація |
| 2019 | Тоні                                    | Найкраща чоловіча роль другого плану                          | Андре Де Шилдс | Перемога  |
| 2019 | Тоні                                    | Найкраща чоловіча роль другого плану                          | Патрік Пейдж | Номінація |
| 2019 | Тоні                                    | Найкраща жіноча роль другого плану                            | Ембер Грей | Номінація |
| 2019 | Тоні                                    | Найкращий дизайн сцени                                        | Рейчел Хок | Перемога  |
| 2019 | Тоні                                    | Найкращий дизайн костюмів                                     | Майкл Красс | Номінація |
| 2019 | Тоні                                    | Найкращий дизайн світла                                       | Бредлі Кінг | Перемога  |
| 2019 | Тоні                                    | Найкращий дизайн звука                                        | Невін Штайнберг та Джессіка Пас | Перемога  |
| 2019 | Тоні                                    | Найкраща режисура                                             | Рейчел Чавкін | Перемога  |
| 2019 | Тоні                                    | Найкраща хореографія                                          | Девід Нойман | Номінація |
| 2019 | Тоні                                    | Найкраще оркестрування                                        | Майкл Чорні і Тодд Сікфуз | Перемога  |
| 2019 | Драма Деск                              | Видатний актор другого плану у мюзиклі                        | Андре Де Шилдс | Перемога  |
| 2019 | Драма Деск                              | Видатний режисер мюзиклу                                      | Рейчел Чавкін | Перемога  |
| 2019 | Драма Деск                              | Видатна хореографія                                           | Девід Нойман | Номінація |
| 2019 | Драма Деск                              | Видатний сценічний дизайн для мюзиклу                         | Рейчел Хок | Номінація |
| 2019 | Драма Деск                              | Видатний дизайн костюмів для мюзиклу                          | Майкл Красс | Номінація |
| 2019 | Драма Деск                              | Видатний дизайн освітлення для мюзиклу                        | Бредлі Кінг | Перемога  |
| 2019 | Драма Деск                              | Видатний звуковий дизайн у мюзиклі                            | Невін Штайнберг та Джессіка Пас | Перемога  |
| 2019 | Премія Ліги Драми                       | Видатна постановка бродвейського або Оф-бродвейського мюзиклу | Видатна постановка бродвейського або Оф-бродвейського мюзиклу | Перемога  |
| 2019 | Премія Ліги Драми                       | Визначне виконання                                            | Ембер Грей | Номінація |
| 2019 | Премія Ліги Драми                       | Визначне виконання                                            | Андре Де Шилдс | Номінація |
| 2019 | Outer Critics Circle Awards             | Видатний новий бродвейський мюзикл                            | Видатний новий бродвейський мюзикл | Перемога  |
| 2019 | Outer Critics Circle Awards             | Видатна книга для мюзиклу (Бродвей або Оф-Бродвей)            | Anaïs Mitchell | Номінація |
| 2019 | Outer Critics Circle Awards             | Видатний нова партитура (Бродвей чи Оф-Бродвей)               | Anaïs Mitchell | Перемога  |
| 2019 | Outer Critics Circle Awards             | Видатний актор у мюзиклі                                      | Рів Карні | Номінація |
| 2019 | Outer Critics Circle Awards             | Видатний актор другого плану у мюзиклі                        | Андре Де Шилдс | Перемога  |
| 2019 | Outer Critics Circle Awards             | Видатна актриса другого плану у мюзиклі                       | Ембер Грей | Перемога  |
| 2019 | Outer Critics Circle Awards             | Видатний режисер мюзиклу                                      | Рейчел Чавкін | Перемога  |
| 2019 | Outer Critics Circle Awards             | Видатна хореографія                                           | Девід Нойман | Номінація |
| 2019 | Outer Critics Circle Awards             | Видатний сценічний дизайн для мюзиклу                         | Рейчел Хок | Номінація |
| 2019 | Outer Critics Circle Awards             | Видатний дизайн костюмів для мюзиклу                          | Бредлі Кінг | Перемога  |
| 2019 | Outer Critics Circle Awards             | Видатний дизайн освітлення для мюзиклу                        | Невін Штайнберг та Джессіка Пас | Номінація |
| 2019 | Outer Critics Circle Awards             | Видатне оркестрування                                         | Майкл Чорні і Тодд Сікфуз | Номінація |
| 2019 | Broadway.com Audience                   | Улюблений новий мюзикл                                        | Улюблений новий мюзикл | Номінація |
| 2019 | Broadway.com Audience                   | Улюблений провідний актор мюзиклу                             | Рів Карні | Номінація |
| 2019 | Broadway.com Audience                   | Улюблена головна актриса мюзиклу                              | Єва Ноблезада | Перемога  |
| 2019 | Broadway.com Audience                   | Улюблений актор другого плану у мюзиклі                       | Андре Де Шилдс | Номінація |
| 2019 | Broadway.com Audience                   | Улюблена актриса другого плану у мюзиклі                      | Ембер Грей | Номінація |
| 2019 | Broadway.com Audience                   | Улюблений виступ Діви                                         | Ембер Грей | Номінація |
| 2019 | Broadway.com Audience                   | Улюблена пара на сцені                                        | Рів Карні and Єва Ноблезада | Номінація |
| 2019 | Broadway.com Audience                   | Улюблена нова пісня                                           | "Wait for Me" | Перемога  |
| 2019 | Нагорода Chita Rivera                   |                                                               | |           |
| 2019 | Видатна хореографія у бродвейському шоу | Девід Нойман                                                  | Перемога |           |
| 2019 | Видатна танцівниця у бродвейському шоу  | Ембер Грей                                                    | Номінація |           |
| 2019 | Видатний ансамбль у Бродвейському шоу   | Видатний ансамбль у Бродвейському шоу                         | Номінація |           |
| 2019 | ACCA Award                              | Видатний бродвейський хор                                     | Видатний бродвейський хор | Перемога  |
| 2020 | Гремі                                   | Кращий альбом музичного театру                                | Рів Карні, Андре Де Шилдс, Ембер Грей, Єва Ноблезада & Патрік Пейдж (principal soloists); Mara Isaacs, David Lai, Анаїс Мітчелл & Тодд Сікфуз (продюсери); Анаїс Мітчелл (композиторка & лібреттистка) | Перемога  |